# 외계 위성

2018년 10월 4일 발견된 외계 위성의 가상도

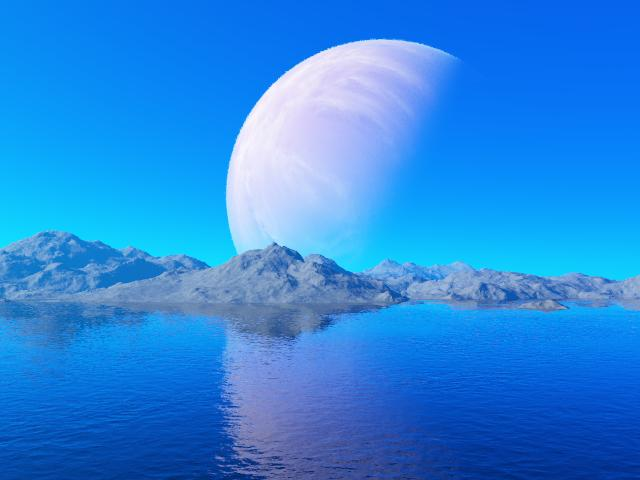
바다 및 대기를 지닌 외계 위성 표면에서 모행성을 바라본 모습을 상상한 그림

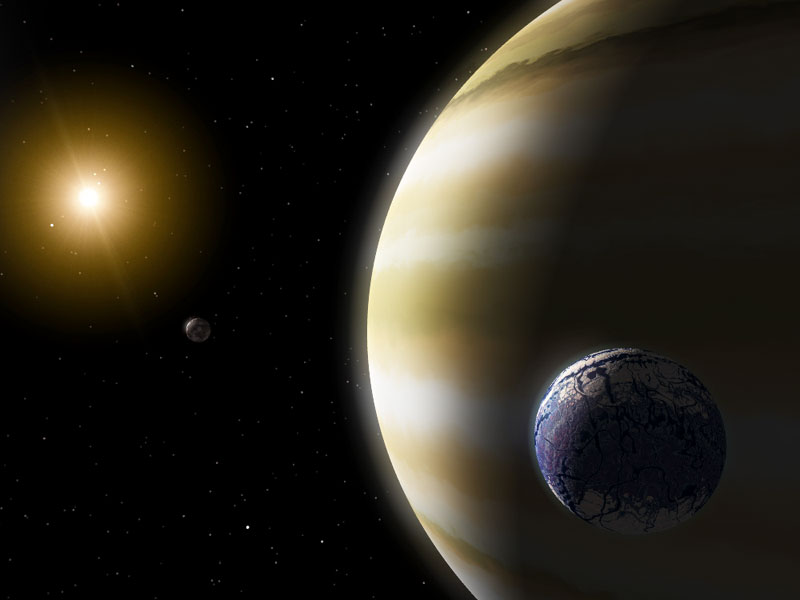
가상의 가스 행성 주위를 매우 큰 질량을 지닌 지구와 비슷한 위성이 돌고 있다.

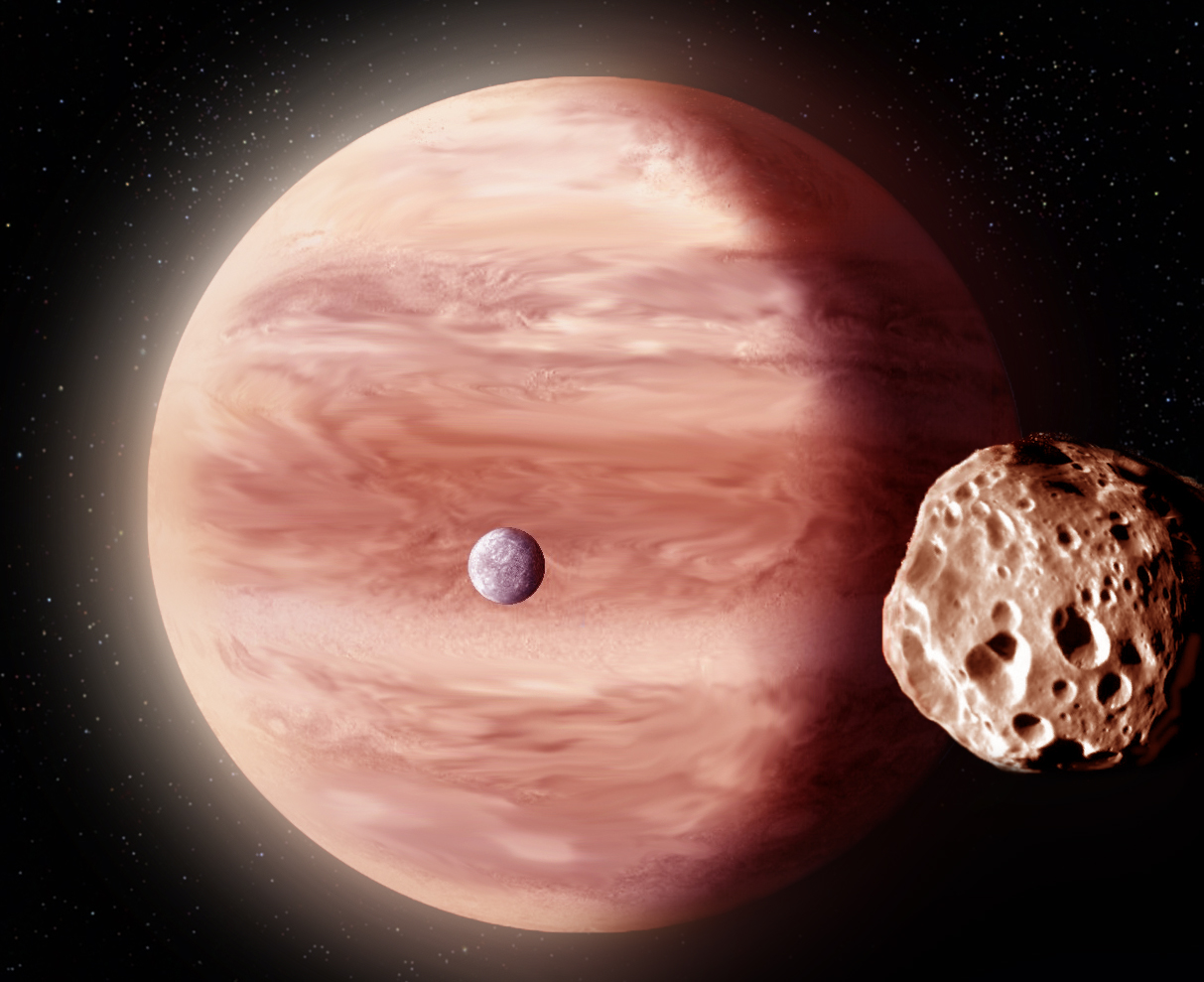
뜨거운 목성의 위성

외계 위성(外界 衛星, 영어: Exomoon)은 외계 행성 또는 자신보다 큰 외계 천체 주위를 도는 자연 위성을 말한다.

## 갈색 왜성 주위를 도는 위성들에 대한 정의
일반적으로 위성은 행성 주위를 도는 존재이지만, 갈색 왜성 주위를 행성급 천체가 돌고 있다는 사실이 발견되면서 행성과 위성 사이의 구별은 모호하게 되었다(갈색 왜성은 가스 행성보다는 훨씬 더 무겁지만, 질량이 작아서 항성이 되지 못한 천체이다). 이 혼란스러움을 해결하기 위해 국제 천문 연맹은 행성을 '실제 질량이 중수소가 열핵 반응을 일으킬 수준 아래에 있는 천체'(태양 정도의 중원소를 포함하고 있다고 가정할 경우 목성질량의 13배 수준) 및 '항성 또는 항성의 잔해 주위를 돌고 있는 천체'(만들어지는 과정에 상관없이)로 정의했다.

## 이론 및 연구
아직까지 외계 위성의 존재를 밝혀내지는 못했으나 이론상으로 외계 행성 주위에 많이 존재할 것으로 보고 있다. 케플러 미션, 다윈, 뉴 월드 미션 등에서 기획하고 있는 미래형 망원경을 사용하면 외계 행성이 거느리는 위성들을 관측할 수 있을 것이다. 상기 망원경들은 외계 행성의 영상을 직접 찍는 동시에, 그들의 어머니 항성을 연구했던 것과 같이, 행성의 떨림을 관측하여 행성 주위에 위성이 있는지의 여부를 밝힐 것이다. 혹은 위성의 영상을 직접 찍을 수도 있을 것이다.
데이비드 키핑은 논문을 통해 어머니 행성을 위성이 가리는 타이밍과 시간을 이용하여 위성의 질량과 행성에서 떨어진 거리를 구할 수 있다고 밝혔다.
2018년 10월 4일, 외계 행성을 관측하던 중 도플러 방법을 이용해 외계 위성일 가능성이 있는 천체를 발견했다.

## 특징
외계 위성이 발견되지 않았기 때문에 이들의 물리적 특징은 밝혀진 바가 없다. 우리 태양계의 위성들처럼 외계 위성들도 다양한 형태를 띠고 있을 것이며, 개중 일부는 생명체를 품고 있을 가능성도 있다.

## 명명법
발견된 천체가 없는 현실 때문에 국제 천문 연맹은 특별히 외계 위성 명명법을 제정하지 않은 상태이다.

## 같이 보기
- 외계 행성
  - 1SWASP J140747.93-394542.6: 이른바 J1407. 이 항성을 도는 J1407 b 주위에 외계 위성이 있는 것으로 추측하고 있다. 추측되는 이유는 J1401 b의 고리에서 틈이 발견되었기 때문인데, 토성의 고리와 굉장히 비슷하다(토성도 틈에 큰 위성이 존재한다).
- 위성
- 오릴리아와 블루 문

## 참고 문헌
1. ↑  《IYAZINE》(이재우) 두 개의 태양을 가진 외계행성계를 찾아서[깨진 링크(과거 내용 찾기)]. 2009-04-13. 2009-05-10 확인.
2. ↑  “Astronomers Find First Evidence of Possible Moon Outside Our Solar System”. 2018년 10월 4일. 2018년 10월 6일에 확인함.